# 宏都拉斯駐外機構列表

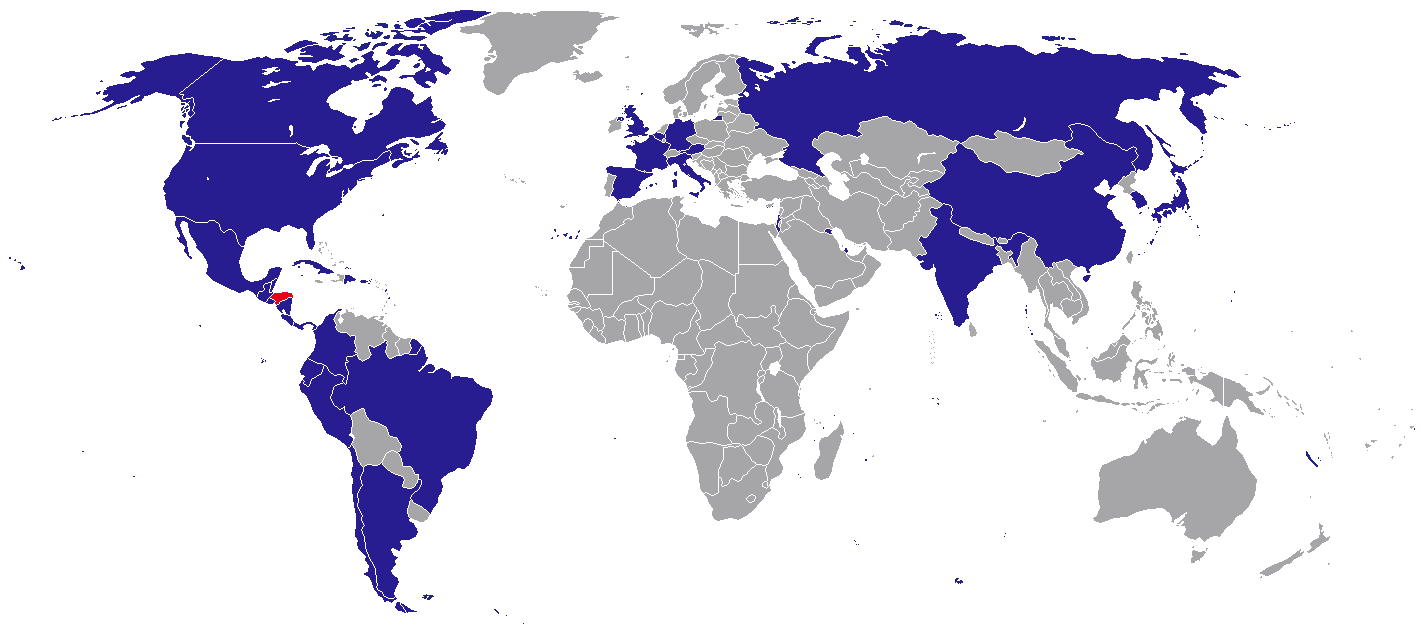
設有宏都拉斯駐外機構之國家分布
宏都拉斯
設有宏都拉斯駐外機構之國家

宏都拉斯駐外機構列表列出了洪都拉斯在各國的外交代表機構，包含大使館、領事館、代表團等。本列表不包含名譽領事館。宏都拉斯是一個中美洲國家。由於墨西哥和美國擁有眾多的宏都拉斯僑民，宏都拉斯在這兩國也設有數十座領事館。

## 美洲

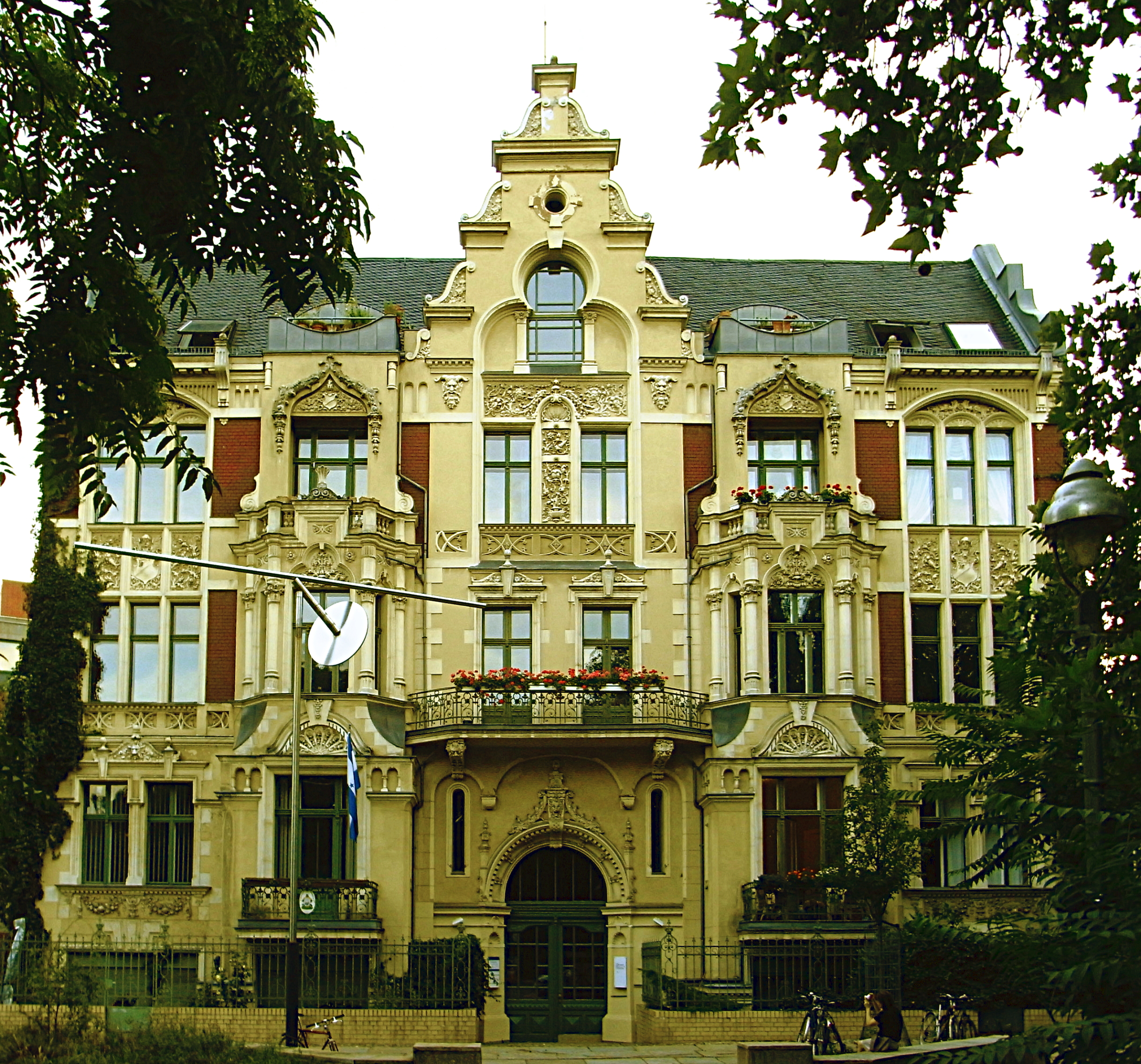
位於柏林的宏都拉斯大使館

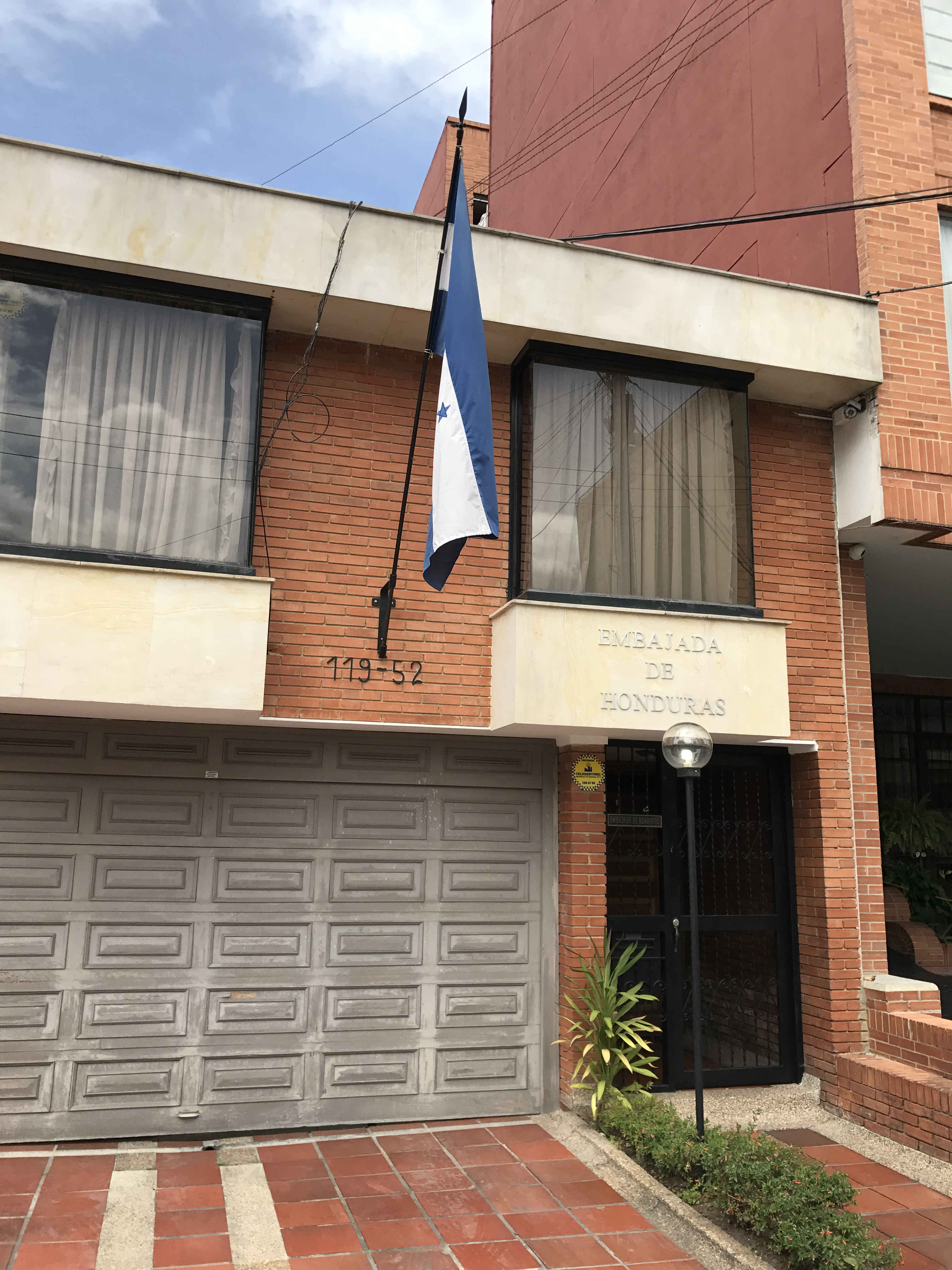
位於波哥大的宏都拉斯大使館

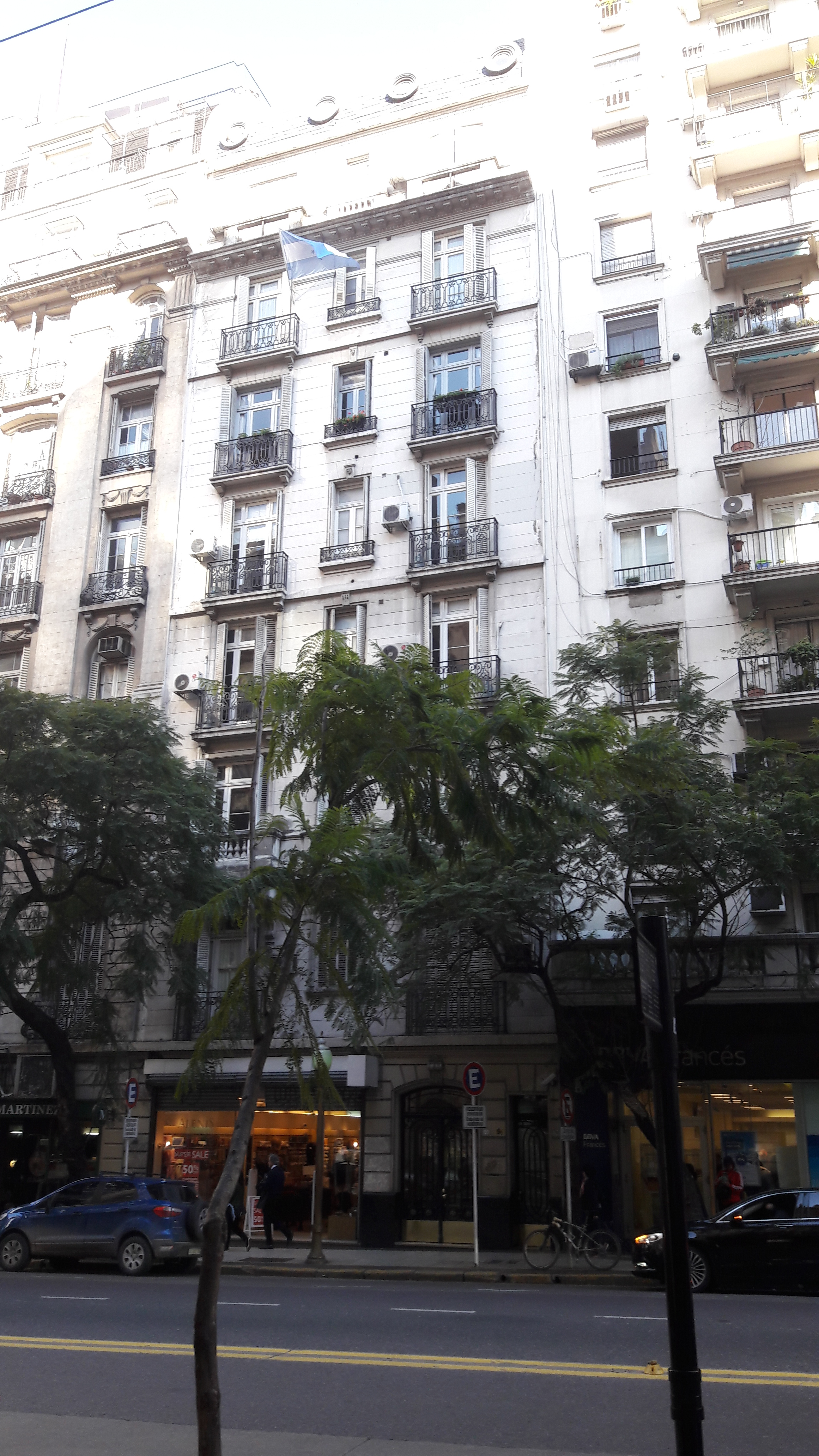
位於布宜諾斯艾利斯的宏都拉斯大使館

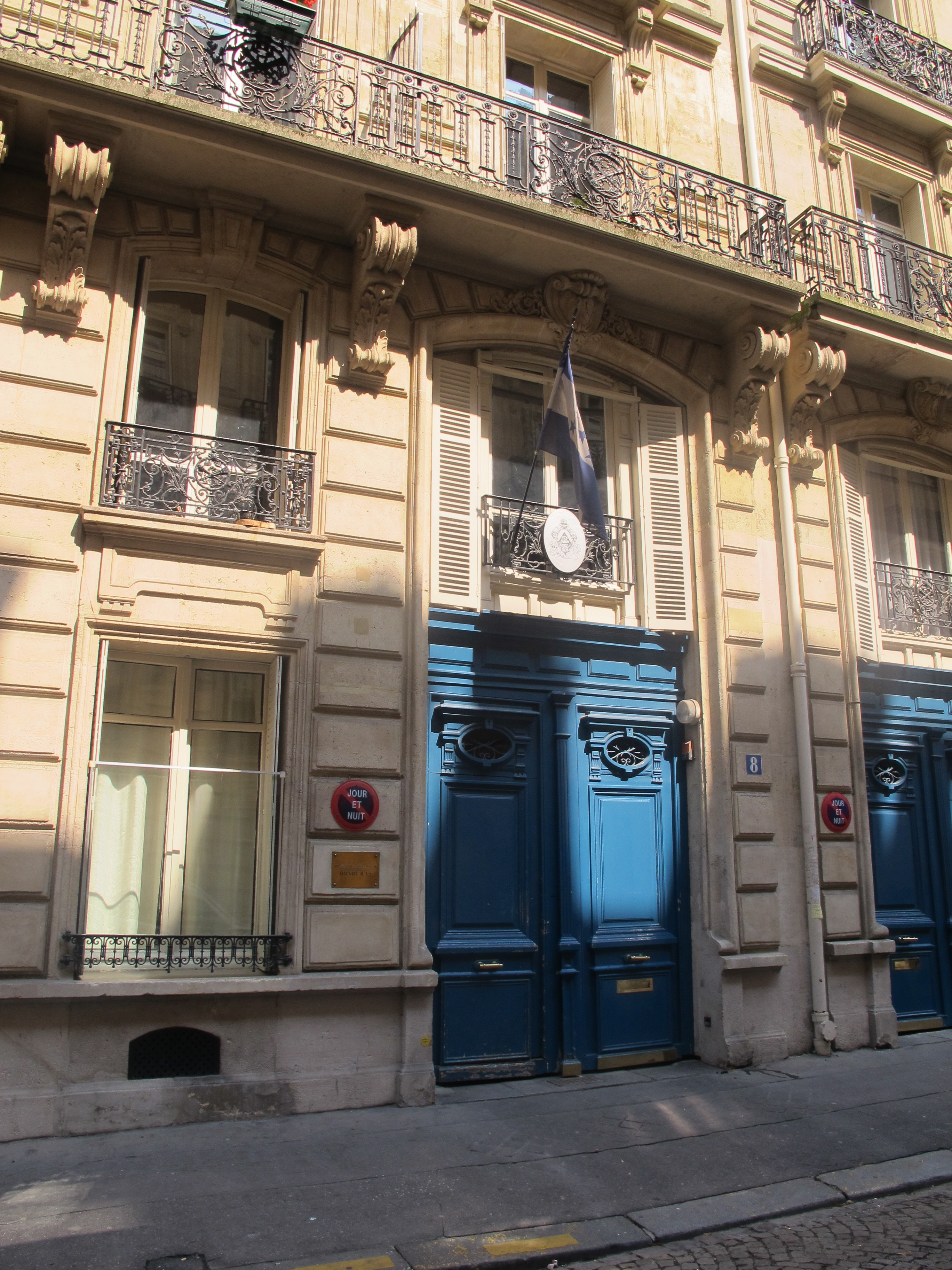
位於巴黎的宏都拉斯大使館

- 阿根廷
  - 布宜諾斯艾利斯（大使館）
- - 伯利兹城（大使館）
- 巴西
  - 巴西利亚（大使館）
- 加拿大
  - 渥太華（大使館）
  - 蒙特利尔（總領事館）
- 智利
  - 圣地亚哥（大使館）
- 哥伦比亚
  - 波哥大（大使館）
- - 聖荷西（大使館）
- 古巴
  - 哈瓦那（大使館）
- - 聖多明哥（大使館）
- - 基多（大使館）
- 薩爾瓦多
  - 聖薩爾瓦多（大使館）
- - 瓜地馬拉市（大使館）
- 墨西哥
  - 墨西哥城（大使館）
  - 普埃布拉（總領事館）
  - 圣路易斯波托西市（總領事館）
  - 塔帕丘拉（總領事館）
  - 韦拉克鲁斯市（總領事館）
  - 阿卡尤坎（領事館）
  - 萨尔蒂约（領事館）
  - 特诺西奎（英语：Tenosique）（領事館）
- 尼加拉瓜
  - 馬拿瓜（大使館）
- 巴拿马
  - 巴拿馬城（大使館）
- 秘魯
  - 利馬（大使館）
- 美国
  - 华盛顿哥伦比亚特区（大使館（英语：Embassy of Honduras in Washington, D.C.））
  - 亚特兰大（總領事館）
  - 芝加哥（總領事館）
  - 達拉斯（總領事館）
  - 休斯敦（總領事館）
  - 洛杉矶（總領事館）
  - 麦卡伦（總領事館）
  - 迈阿密（總領事館）
  - 新奥尔良（總領事館）
  - 纽约（總領事館）
  - 旧金山（總領事館）
- 委內瑞拉
  - 加拉加斯（大使馆）[1]

## 亞洲
- 中国
  - 北京（大使館）[2]
- 印度
  - 新德里（大使館）[3]
- 以色列
  - 耶路撒冷（大使館）[4]
- 日本
  - 東京都（大使館）
- 科威特
  - 科威特（大使館）
- - 首爾（大使館）
- - 杜哈（大使馆）[5]

## 歐洲
- 奥地利
  - 維也納（大使館）
- 比利时
  - 布鲁塞尔（大使館）
- 法國
  - 巴黎（大使館）
- 德国
  - 柏林（大使館）
- 聖座
  - 罗马（大使館）[註 1]
- 義大利
  - 罗马（大使館）
- 俄羅斯
  - 莫斯科（大使館）
- 西班牙
  - 马德里（大使館）
  - 巴塞罗那（總領事館）
- 英国
  - 伦敦（大使館（英语：Embassy of Honduras, London））

## 國際組織
- 欧盟
  - 布鲁塞尔（駐欧洲联盟代表團）
- 联合国
  - 日内瓦（常駐联合国及其他國際組織代表團）
  - 纽约（常駐代表團）
- 聯合國教科文組織
  - 巴黎（常駐代表團）
- 联合国粮食及农业组织
  - 罗马（常駐代表團）
- 美洲国家组织
  - 华盛顿哥伦比亚特区（常駐代表團）

## 已裁撤的外交代表机构
| 所在国家         | 所在城市   | 代表机构级别 | 关闭日期 | 参    |
| ---------------- | ---------- | ------------ | -------- | ----- |
| 玻利维亚         | 拉巴斯     | 大使馆       | 2011年   | [ 6 ] |
| 埃及             | 开罗       | 大使馆       | 2014年   | [ 7 ] |
| 瑞典             | 斯德哥尔摩 | 大使馆       | 2014年   | [ 7 ] |
| 中華民國（臺灣） | 臺北       | 大使館       | 2023年   | [ 8 ] |